# 両統迭立
両統迭立（りょうとうてつりつ）は、一国の世襲君主の家系が2つに分裂し、それぞれの家系から交互に君主を即位させている状態である。「迭」は「たがいに」「かわるがわる」の意。
日本では、鎌倉時代に皇統が2つの家系に分裂し、治天と天皇の継承が両統迭立の状態にあったことが最も著名である。

## 日本

### 鎌倉時代
鎌倉時代の両統迭立は、後嵯峨天皇の第3皇子後深草天皇の子孫である持明院統と、第4皇子亀山天皇の子孫である大覚寺統とのあいだで行われた。

#### 端緒

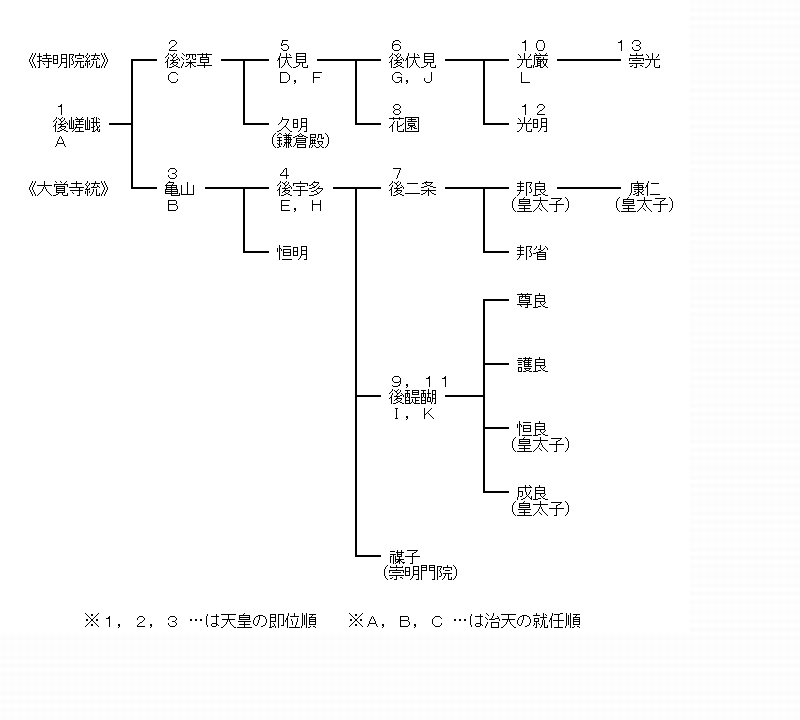
持明院統・大覚寺統両統関係系図

仁治3年（1242年）に即位した後嵯峨は、寛元4年（1246年）に皇太子久仁親王（後深草天皇、4歳）に譲位して院政を開始したあと、後深草に皇子が生まれるのを待たず、正嘉2年（1258年）に後深草（16歳）の同母弟恒仁親王（亀山天皇、10歳）を皇太子とし、さらに翌正元元年（1259年）には後深草から恒仁に譲位させた。後深草にはその後皇子が生まれたが、文永5年（1268年）、後嵯峨は、後深草の嫡男（第2皇子）煕仁親王（4歳）をさしおいて亀山の嫡男（第2皇子）世仁親王（2歳）を皇太子とした。
この一連の措置から、後嵯峨が亀山を自らの後継者としその子孫に皇統を伝える意図を持っていたことは容易に推測できるが、後嵯峨はその意図を明確にせずに文永9年（1272年）に死去した（53歳）。遺言状も財産の分与をこまごまと定めるのみで後継者を指名する文言はなく、ただ次代の治天の指名は鎌倉幕府の意向に従うようにという遺志だけが示された。後深草と亀山はそれぞれ次代の治天となることを望んで争い、裁定は幕府に持ち込まれた。幕府は、後嵯峨の正妻であり後深草と亀山の生母でもある大宮院（西園寺姞子）に故人の真意がどちらにあったかを照会し、大宮院が亀山の名を挙げたことから亀山を治天に指名した。後嵯峨がこのような曖昧な態度をとったのは、自身が幕府の介入によって傍系から予想外の即位をした経験を踏まえ、後継者を指名しても幕府の意にかなわなければ簡単に覆されてしまうことをよく知っていたためであろう。更に近年、後嵯峨院政はそれほど安定したものではなく、叔父順徳天皇の皇統を復活させようとする人々（生母の修明門院や子孫である岩倉宮・四辻宮など）に脅かされており、親王将軍の成立も後嵯峨にとっては順徳系復活の動きに対抗するために鎌倉幕府の関係を強化するための方策であったとする指摘も出されており（曽我部愛）、幕府の支援がなければ自身の皇統の維持すら危うい立場にあった後嵯峨の苦しい現状の反映であった可能性もある。
亀山はしばらく在位のまま政務を執り、文永11年（1274年）には皇太子世仁（8歳、後宇多天皇）に譲位した。
一方、治天の地位を逃した後深草は不満を募らせ、後宇多が即位すると抗議のため上皇の待遇を辞退して出家しようとした。後嵯峨は、膨大な帝の領荘園群のうち、全国100ヶ所以上の荘園から構成される大荘園群長講堂領を後深草が相続できるようとりはからっていたが、皇室伝来の坂上田村麻呂の御佩刀（坂家宝剣）が後嵯峨の意向により亀山に伝えられ、大宮院も関与していたことに後深草の不満は収まらなかったのである。のちに長講堂領は持明院統の重要な財政基盤となる。亀山も対抗措置としてやはり200ヶ所にのぼる大荘園群八条院領をのちに手に入れ、こちらは大覚寺統の主要な財政基盤となった。2つの皇統は、こののち、治天・天皇・皇太子の地位だけでなく、女院などの皇族たちが分散して管理する王家領荘園群の熾烈な争奪戦も演じることになり、王家は政治的にだけではなく経済的にも分裂状況に陥ることになる。後深草の不満を受けて、承久の乱以来の慣行に従って幕府が皇位継承に介入し、建治元年（1275年）に煕仁（11歳）を皇太子に指名、将来、後深草が治天となることを保証した。この介入は、執権北条時宗が後深草の立場に同情したためという説明が当時からなされている（「増鏡」）ほか、得宗と治天の交渉を仲介する立場にある関東申次西園寺実兼が亀山父子よりも後深草父子と親しかったため、後深草にとって有利な解決をはかったことも指摘されている。この時点ですでに幕府は摂関家が分裂したのと同様に皇統をも分裂させる意図を持っていたとも言われる（本郷和人）が、幕府の意図は元寇の最中にあって内憂を取り除くべく後深草の不満を和らげ、皇族・廷臣融和を図るというものであり、そのことが後に皇統の分裂につながるとは思い及んでいなかったとの指摘もあり（近藤成一）、この点は史料がなく真相は不明である。鎌倉時代には、公家社会一般で分家を次々に創出させる傾向が見られたことにも留意する必要がある。いずれにしても、建治元年の幕府の介入によって、後深草と亀山の両者が等しく皇位を子孫に伝え自らは治天となる資格を有することが確定し、これが以後200年に及ぶ皇統分裂の端緒となった。

#### 定着
亀山は、朝廷の訴訟処理機構の整備を進め、また公家社会の身分秩序を律する「弘安礼節（弘安書札礼）」を制定するなど、意欲的に政務に取り組んだ。この時期を「弘安の徳政」とも呼ぶ。同じころ幕府でも安達泰盛が主導する徳政が行われており、亀山と泰盛とのあいだには文化交流など個人的なつながりもあることから、公武両徳政には密接な連関があるものと考えられている。
しかし、弘安8年（1285年）に泰盛とその与党が平頼綱らのクーデターである霜月騒動により殺害・追放されて幕府の政策が転換すると、その影響が朝廷にも及び、亀山の院政は動揺した。このころ後深草も後嵯峨は亀山を後継者に指名してはいない旨を幕府に申し入れるなどの工作を行っている。亀山が倒幕を考えている、という噂が立つなどの政情不安のなか、結局、弘安10年（1287年）になって幕府は治天・天皇の交替を要求し、皇太子煕仁（23歳、伏見天皇）が践祚して後深草による院政が開始された。正応2年（1289年）にはこれも幕府の指名により伏見の第1皇子胤仁親王（2歳）が皇太子に立てられ、さらに同年後深草の皇子久明親王が鎌倉殿として幕府に迎えられた。後深草はこれを見届けると正応3年（1290年）に出家（48歳）し、治天の政務も伏見に譲って引退した。この時点では、まだ両統迭立が完全には定着しておらず、貴族たちもいずれか一方の皇統にのみ仕えて派閥を形成するということはなかったため、それまで大覚寺統の治天に仕えていた貴族たちはそのまま持明院統の治天に仕えることになり、大覚寺統は一気に勢力を失った。亀山は失意のうちに正応2年に出家（41歳）し、翌正応3年に霜月騒動で所領を失った武士浅原為頼らが内裏に乱入し伏見を殺害しようとする事件が起きると関与を疑われ、起請文を幕府に提出して身の潔白を主張しなければならなかった。
治天となった伏見は、亀山が政務を執った時代に整備された訴訟処理機構をさらに拡充し、家柄にとらわれない人材登用を積極的にめざすなど、政務の振興に努力した。伏見が抜擢した人物としてもっとも著名なのは京極為兼である。為兼は伏見の信任を背景に二条家と並ぶ歌壇の一方の指導者となっただけでなく、政務にも深く関与した。ただ、為兼の強烈な個性は多くの敵をつくり、伏見の積極的な政治姿勢とも相まって、関東申次西園寺実兼との対立や幕府の警戒を呼ぶ結果となった。伏見は永仁6年（1298年）に皇太子胤仁（10歳、後伏見天皇）に譲位したが、次の皇太子の人選をめぐって大覚寺統の巻き返しが起こり、実兼もこれに加担した。結局、皇太子には後宇多天皇の第1皇子邦治親王（14歳）が指名された。伏見は引き続き政務を執ったが政権は安定せず、正安3年（1301年）、幕府は治天・天皇の交替を要求し、邦治（17歳、後二条天皇）が践祚して後宇多による院政が開始された。
両統迭立が鎌倉幕府（最高権力者は得宗北条貞時）の公式な方針として表明されたのは、この交替のときが最初である。以後滅亡まで幕府はこの方針を堅持した。朝廷の分裂を固定化する意図によるものとする説と、皇位継承を朝廷の自律に任せ直接的な関与を避ける意図によるものとする説とが対立している。両統迭立の定着にともない、一方の皇統に専属的に仕える貴族が出現しはじめ、また治天の側も貴族たちにそれを求めた。朝廷の分裂が公家社会全体の分裂へと発展してゆくことになった一方、貴族たちの治天への従属は深まった。伏見天皇の頃より、非参議のまま二位・三位に叙される者、参議に任官された直後に辞退する者（参議への形式的任命）、参議から短期間で中納言に昇進する者（ただし、これは有能な人材抜擢の要素も持つ）が急激に増加するが、こうした叙位・任官の濫発は大覚寺統に対して劣勢であった持明院統が公家たちの自派への取り込みのために行ったと考えられるが、大覚寺統でもこれに対抗して同様の人事を行うようになっていった。また、政務の交替とともに朝廷の高官・要職が一斉に入れ換えられ、一方の皇統の治天が下した訴訟の判決が他方の皇統の治天によって安易に覆されるなどの混乱も生じ、朝廷そのものの権威はかえって地盤沈下してゆくことになった。更にこの混乱は幕府へも思わぬ影響を及ぼした。治天が下した判決を執行するための警察力・軍事力を欠いていた朝廷では、六波羅探題にその執行を命じる勅命（違勅綸旨・違勅院宣）を送ってその検断権に基づく執行を命じたからである。この結果、敗訴した側は朝廷に逆らう「悪党」として討伐の対象となり、一方的に「悪党」と認定された側も激しく抵抗した。ところが、治天の交替によって判決がひっくり返されると、今度は対立していた側が同様の目に遭わされた。このため、訴訟当事者たちの朝廷に対する怒りが六波羅探題とその後ろにいる幕府にも向けられた。しかも、訴訟当事者の中に御家人がいた場合でも六波羅探題や幕府は勅命や院宣に逆らってまで彼らを保護することが出来なかった。このため、悪党の活発化や御家人の幕府への不信を招く結果となり、幕府の権威もまた傷つく結果となったのである。
両統迭立の方針に基づき、次の皇太子は持明院統から出すこととされた。13歳の後伏見にはまだ皇子がなく、伏見の第4皇子富仁親王（5歳）が皇太子となった。2つに分裂した王家がさらに分裂する可能性が生じ、伏見は持明院統の分裂を防止するため富仁を後伏見の猶子とする措置をとっている。大覚寺統では、すでに後二条には正安2年（1300年）に第1皇子邦良親王が生まれて将来の皇位継承が予定されていたにもかかわらず、亀山が乾元2年（1303年）に生まれた自分の皇子恒明親王を偏愛するあまり、邦良に代えて恒明を皇位につけることを後宇多と伏見に約束させて、さらなる皇統分裂の種を蒔いた。
嘉元2年（1304年）に後深草が62歳で死去、翌嘉元3年（1305年）には亀山が57歳で死去し、両統迭立は第2世代の時代に入った。それに先立つ正安4年（1302年）、伏見は2年前に死去した室町院より相続した持明院を新たな御所とした。一方、後宇多は徳治3年（1308年）になって大覚寺を再興して自らの御所とした。近藤成一の研究によれば、後深草・亀山両院の存命中はそれぞれ冷泉富小路殿と冷泉万里小路殿を拠点としており、「持明院統」「大覚寺統」の名称の由来となった持明院と大覚寺は自己の系統を新たな皇統として位置づけることに成功した伏見と後宇多という第2世代を象徴する殿舎であったと指摘している。
両統迭立の影響は芸能面にも見られるようになる。豊永聡美の研究によれば、後鳥羽天皇が愛好した影響により、鎌倉期よりそれまでの笛に代わって琵琶が天皇の教養として必須の楽器となっており、後深草もその例に倣って琵琶を習得していたのに対し、亀山は笛を重んじた。これは亀山が皇位継承者として浮上する以前から笛を習得していたことに加えて何らかの政治的判断も働いた可能性がある（後深草も亀山の了承を得た上で、持明院統の笛説を天皇家代々の藤井流から地下官人の大神氏に伝わる大神流に切り替えている）。実際には亀山も習得の開始は遅いながらも琵琶にも優れており、兄の後深草よりも先に秘曲を習得することが出来た（ただし、秘曲の伝授の時期は政治的な問題も絡んでおり、習得時期の前後と能力の優劣は無関係である）。以降、持明院統の天皇は琵琶を、大覚寺統の天皇は笛を、必須の楽器とした（なお、後年の持明院統（北朝）の分裂の際にも、後光厳天皇が兄である崇光天皇流（持明院統嫡流）に対抗する意図で琵琶から笙に切り替えている）。それでも、後深草・亀山の存命中は亀山が朗詠や蹴鞠を後伏見に伝授したり、管弦の会で両統の天皇や院が共演して演奏したりする交流の機会もあったが、両院の没後はそうした機会も減少していく。
後宇多もやはり政務に精励することで自己の皇統の正統性を補強しようと努力している。また、真言密教に傾倒して、徳治2年（1307年）には出家している（41歳）。これも個人的な信仰だけでなく、宗教的権威により皇統の正統性を強化する意図を含むものである。しかし、徳治3年（1308年）に後二条（24歳）が急死して皇太子富仁（12歳、花園天皇）が践祚し、伏見による院政が再開された。大覚寺統から皇太子が選ばれることになったが、後宇多天皇は、皇太子として嫡孫邦良（9歳）ではなく第2皇子尊治親王（21歳）を選んだ。邦良の幼少と病弱を考慮し、また恒明の立太子を要求する勢力を抑えるための措置だったが、結局これも問題をさらに複雑なものにした。なお、伏見も正和2年（1313年）に出家し、治天の政務を後伏見に譲っている。
両統迭立の定着により、両統とも時期を待てばいずれ政務を執ることができるようになると、今度は両統ともその時期をなるべく早めようとする。それは、具体的にはもっぱら鎌倉幕府へ特使を派遣して現任の天皇を譲位させるように請願するかたちで行われた。特にこのころ、伏見は第1次の院政期から引き続いて幕府から警戒されており、かつての亀山のように倒幕を考えているという噂も立つほどで、正和5年（1316年）には、伏見は幕府に告文を提出して潔白を訴えている。当然、治天・天皇の交替を求める大覚寺統からの圧力は増大した。反面、後宇多も異母弟である恒明の元服の時期が迫っており、持明院統が恒明と結んで皇位継承に関する取引を行う事態を恐れていた。対応に苦しんだ幕府は、文保元年（1317年）、次回の皇位継承については両統の協議により決定し、特使の派遣はやめるように指示した。協議の場で後宇多は花園が皇太子尊治に譲位すること、次の皇太子には邦良を立てることを求めた。伏見は花園の譲位は受け入れたが、皇太子には後伏見の第1皇子量仁親王（5歳）を立てることを求めた。協議はいったん決裂したが、同年伏見が53歳で死去すると両統の力関係は持明院統に不利となり、後宇多は再び花園の譲位を要求し、後伏見はこれを拒むことができず、翌文保2年（1318年）には尊治（31歳、後醍醐天皇）が践祚し、邦良（19歳）が皇太子となった。恒明（15歳）の元服を邦良の立太子後に引き伸ばすことにも成功した。交換条件として、後宇多は邦良の次の皇太子には量仁を立てることを後伏見に約束している。両統迭立は、すでに当然のこととして定着していた。後醍醐の践祚とともに後宇多の院政が再開されたが、後宇多は大覚寺門跡を創設して自ら門主となるなど密教への傾倒をさらに深め、また年齢とともに体調を崩してしだいに政務に倦み、元亨元年（1321年）には治天の政務を後醍醐に譲り、元亨4年（1324年）には58歳で死去した。両統迭立は第3世代の時代を迎える。

#### 解消
後宇多は、あくまでも邦良を自分の正統な後継者と考えており、後醍醐の即位は邦良が成人するまでの“中継ぎ”でしかなかった。後宇多は、徳治3年、後二条の死去の8日後、愛息に先立たれた悲しみのなかでしたためた処分状のなかで次のように述べる。
つまり、後醍醐の子孫は皇位継承権を原則として有さないこと、後醍醐は邦良を自分の実子と思って待遇することなどが記され、そのことは関係者にも周知された。当時の持明院統の関係者が残したメモには、後醍醐の地位が「一代主」と表現されている。後醍醐は、天皇としての権威を十全に主張できない立場にあった。持明院統における花園も同様に“中継ぎ”の立場にあったが、伏見の意向で、花園は兄後伏見の猶子として持明院統の「嫡嗣」と呼ばれ、さらに後伏見の子の量仁が花園の猶子とされて、花園を持明院統の嫡流に組み込む、いわば“顔を立てる”配慮がなされていた。その温厚な人柄もあって、花園は自らの置かれた立場を従順に受け入れ、むしろ量仁の養育に力を注いだ。しかし、後醍醐は自らの立場に強い不満をいだき、激しく反発した。元亨元年に後宇多が後醍醐に治天の政務を譲ったのは、後醍醐の強要によるものではないかと推測する研究者（網野善彦、森茂暁）もいるほどである。
一方、処分状は、後醍醐の子孫から天皇や親王（法親王ではなく俗人の親王）を出すことをほんのわずかな可能性ではあるが許容しているが、それは、古代中国の伝説的な聖天子である舜や禹と同等の帝王としての徳を後醍醐が備えている、と万民が認めたときに限られたものであり、ほとんど易姓革命と同じことであって、実現不可能な条件と言える。なお、この「可能性」を強調して、後宇多の意図を、天皇後醍醐・皇太子邦良の体制をできるかぎり長期化させ、量仁の立太子・践祚を遅延させることに求めようとする説（河内祥輔）もある。いわば、後二条流皇統をメインの皇統、後醍醐流皇統をサブの皇統として、大覚寺統の内部で皇位を独占し、将来的には持明院統を廃絶に追い込むことが意図されているというのである。しかし、仮にこの説に従うとして、後宇多のこのような意図の実現には、河内自身が認めているように、後醍醐と邦良の綿密な協調が不可欠であり、それは後宇多が親権者として両者のうえに君臨していなければ維持することは難しい。しかも、後宇多自身、後二条流皇統の維持に最大限の努力を払っていた。後宇多が院政を停止する直前の元亨元年2月に邦良が病に倒れると、3月19日に同母弟の邦省親王を内裏で元服させた。まもなく邦良は健康を回復したものの、この措置は、邦良の身に万一の事態があってその系統が断絶しても、それに代えて邦省を後二条流皇統の嫡流と定め、後醍醐流皇統に優先させる意図が後宇多にあったことを推測させる。後年になって、邦省はこのときに自分が後二条の「第二の皇胤」と位置づけられたと主張している。元亨4年6月に後宇多が死去すると、はたして後醍醐と邦良の関係はたちまち険悪となる。
自らの立場に納得できない後醍醐の感情は、政務を掌握してからのきわめて精力的な政策展開にも表現されている。これまで歴代の治天が進めてきた訴訟処理機構の整備や迅速な訴訟処理、有為な人材の登用などは当然であるが、後醍醐は、沽酒法（米価・酒価公定令）、洛中への地口銭賦課などの経済政策にも取り組み、さらには洛中酒鑪役賦課令、神人公事停止令、関所停止令などを発して、それまで治天の権限の及ばなかった領域へも積極的に手を伸ばして朝廷自体の権力基盤の拡大をも目指した。
しかし、このような新政策は、当然、既得権を侵害される貴族・大寺社の抵抗や全国統一政権としての性格を強めつつあった幕府の規制を受けて充分な成果を挙げることはできなかった。また、後醍醐は朝廷内部で孤立しており、手足となって働く人材が不足していた。後嵯峨の治世以来整備されてきた朝廷の訴訟処理機構で伝奏や奉行などの役職に就き実務を担う家柄（名家の家柄）を確立させてきた貴族たちは、すでにいずれかの皇統に組織されてそれぞれ主従関係を結んでいた。持明院統に仕える貴族たちが後醍醐に協力しなかったのはもちろん、大覚寺統に仕える貴族たちも多くは「一代主」でしかない後醍醐よりも嫡流の邦良に仕えることを選んだ。後醍醐に仕えたのは、学問や芸能、信仰などを通じて後醍醐と個人的なつながりのあった者や、新たに名家の家柄への上昇を目指す低い家格の家系の出身者が中心だった。
「一代主」の立場を甘受することもできず、自らが理想とする政策を充分に実現することもできなかった後醍醐は、唯一の突破口として武力により既存の政治秩序を根こそぎ破壊する道を選ぶことになる。当時、相続に関して父母の遺言は絶対的な効力を持っており、幕府や朝廷の法廷でも容易にそれを覆すことはできなかったほどである。後宇多の定めた皇位継承プランを尋常の手段で変更することは難しかった。まして、両統迭立が幕府の方針として明確にされている以上、後醍醐の攻撃対象に幕府も含まれることになるのは必然的だったと言える。
後醍醐の第1次の武力倒幕計画が密告により発覚したのは、元亨4年9月のことだった。後宇多の死去が同年6月であるから、まるで父の死亡を待っていたかのようなタイミングである。この年は12月に正中と改元されたので、これを正中の変と呼ぶ。計画は事前に幕府に漏れ、参画した者はある者は殺害され、ある者は逮捕されたが、幕府の対応は微温的であり、朝廷関係者では、後醍醐の側近日野資朝が佐渡に配流されただけで後醍醐は罪を問われなかった。
後醍醐と不和になっていた邦良は、正中の変以後、後醍醐を早期に譲位させるようたびたび幕府に請願していたが、正中4年（1326年）に死去してしまう（27歳）。持明院統の嫡子量仁のほか、後二条が死去した際に立太子の機会を逸した恒明、邦良の同母弟邦省、後醍醐の第1皇子尊良親王らが次の皇太子の座を争い、最終的には幕府の裁定で量仁（14歳）が皇太子に指名された。邦良も幼い男子を遺しており、彼らも将来は後醍醐の強力なライバルとなり得る立場にあって、後醍醐の「一代主」としての立場は幕府の権威のもとでますます明確となり、後醍醐の倒幕志向もますます強まることになった。
第2次の武力倒幕計画も元徳3年（1331年）にやはり密告により事前に発覚した。今回は幕府の対応は素早くまた強硬だった。後醍醐は予定を早めて武装蜂起（元弘の乱）に踏み切ったが、幕府は関係者の逮捕に着手するとともに、大軍を動員して鎮圧に乗り出し、後醍醐も逮捕されることを避けて京都を脱出し自ら叛乱軍に加わった。京都を制圧した幕府は、本人不在のまますぐに後醍醐を廃位し、皇太子量仁（19歳、光厳天皇）を践祚させた。この年8月、京都脱出の直前に後醍醐は元弘と改元しているが、幕府はこの改元も認めず、もとの元徳の元号をそのまま使用させた。まもなく後醍醐は捕虜となり、承久の乱の先例に従って謀反人として隠岐に配流された。計画に参画した皇子たちや貴族たちも死刑を含む厳罰に処された。
光厳の践祚とともに後伏見の院政が再開された。後伏見がまず着手したのは次の皇太子の人選である。大覚寺統は邦良の早世と後醍醐の謀反とで壊滅状態にあり、持明院統が皇位を独占することも不可能ではなかったが、後伏見は幕府の意向もあって両統迭立の原則にあくまで忠実だった。邦良の未亡人である禖子内親王（後宇多天皇の皇女）を大覚寺統の家長に擬して、彼女に次期皇太子の推薦を要請したのである。禖子は、後醍醐の冷遇のもとで12歳になるまで元服もできず、正式な命名もされていなかった邦良の第1王子を推薦した。王子は持明院統により康仁と命名され、同時に親王とされた。禖子も大覚寺統の家長にふさわしく女院（崇明門院）の地位を与えられて上皇に准じる立場に就けられた。崇明門院の後見のもと、康仁が皇太子となり、持明院統の支援で大覚寺統は再建されたのである。
元弘の乱が失敗に終わったあとも、幕府の追及を逃れた後醍醐の皇子護良親王、楠木正成らのゲリラ的抵抗運動は続き、規模的にも地域的にも次第に純然たる叛乱へと拡大していった。正慶2年（1333年）には後醍醐が隠岐を脱出して伯耆に滞在し、自ら叛乱に参加する態度を示すとともに、広く各地の武士団に叛乱への参加を呼びかけた。幕府は名越高家と足利尊氏を総大将とする大軍を動員して近畿地方に増派し、叛乱の鎮圧をはかったが、高家は京都に着いてまもなく緒戦で戦死し、尊氏は後醍醐の呼びかけに応じて叛乱軍に参加した。北条氏に次ぐ家格と勢力を誇る有力御家人である足利氏が幕府から離反した影響は甚大で、叛乱は瞬く間に全国に波及、鎌倉幕府は短時日でもろくも崩壊してしまった。
権力の空白を埋めたのは、まだ伯耆にいた後醍醐である。後醍醐は、京都に帰還するよりも早く伯耆から命令を発して、元弘の乱以後の朝廷の政治的行為をすべて取り消した。後伏見の政務が停止され、光厳が廃位されたのはもちろん、後醍醐はそもそも元徳3年に自分が廃位された事実自体を認めず、隠岐に配流されていた間も自分はずっと天皇に在位していたという立場をとり、従って光厳の即位と在位も“なかったこと”にされた。後宇多の遺言はなお有効であり、いったん自らの退位を認めてしてしまえば、治天として政務を執る資格も子孫に皇位を伝える資格も失われかねないことを後醍醐はよく承知していたのである。光厳にはいちおう上皇の称号と待遇が与えられたが、それは通例の前天皇に対する優遇措置ではなく、あくまでも皇太子の地位を辞退したことに対する褒賞であることが明示された。光厳から将来治天として政務を執る資格を奪う措置であった。後伏見は前途を悲観して出家している。康仁も皇太子を廃され、親王の称号までも奪われた。正慶2年の年号も元弘3年と改められた。翌元弘4年（1334年）には後醍醐の皇子恒良親王（12歳）が皇太子に立てられ、持明院統の皇統としての地位は完全に否定され、3世代、50年以上にわたった両統迭立はここに終焉した。

#### 後日談
両統迭立は終わっても、その理念は、なおしばらく残存した。後醍醐の新政権が足利尊氏の離反により建武3年（1336年）に崩壊すると、尊氏の奏請により同年8月から光厳の院政が開始され（後伏見はこの年4月に49歳で死去していた）、光厳の同母弟豊仁親王（16歳、光明天皇）が践祚した。新田義貞とともに北陸に逃亡した恒良に代えて皇太子に立てられたのは、廃太子康仁でも、光厳の第1皇子興仁親王（3歳）でもなく、後醍醐の皇子成良親王（12歳）であった。後醍醐には正式な前天皇としての上皇の称号と待遇が与えられ、これで後醍醐には将来治天として政務を執る可能性が生じることになった。このような措置は、後醍醐から譲歩を引き出し、自らの新政権に協力させたい尊氏の意向によるものであったが、後醍醐はいっさいの妥協を拒み、すぐに京都を脱出して吉野に自らの朝廷を樹立した。両統迭立の時代から南北朝並立の時代へはっきりと転換したのである。利用価値のなくなった成良はまもなく皇太子を廃され、建武5年（1338年）には興仁（5歳、のちの崇光天皇）が皇太子に立てられた。
明徳3年（1392年）に足利義満がまとめた南北朝合一に際しても、両統迭立の理念が再度持ち出された。合一後は、北朝の後小松天皇の子孫と南朝の後亀山天皇の子孫とのあいだで両統迭立を行うことが、合一の条件に盛り込まれたのである。もっとも、当時の南北両朝の力関係から言って、北朝側はもちろん、南朝側も、この条件が遵守されるとは考えていなかったはずであり、実際にも遵守されなかった。しかし、この条件を口実として、旧南朝の皇族の子孫や旧南朝にゆかりのある人々による室町幕府に対する抵抗や叛乱がその後も100年にわたって相次いだ。これらの運動を後南朝という。

### 平安前期（嵯峨流と淳和流）

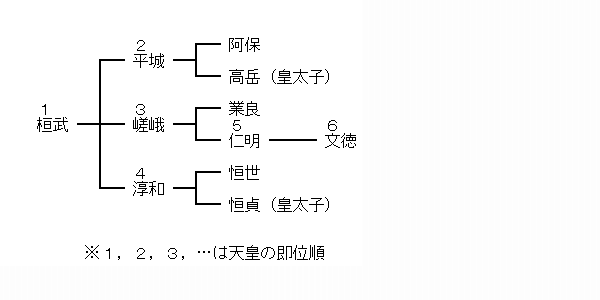
嵯峨流・淳和流両統関係系図

#### 迭立に至る経緯
平安京を建設した桓武天皇には、多数の妻妾と多数の皇子女があったが、なかでも皇位継承についてもっとも有利な立場にあるとみなされていたのは、安殿親王、神野親王、大伴親王の3皇子であった。彼らはいずれも皇后もしくはそれに準じる待遇を受けた藤原氏式家出身の女性を母とし、さらに桓武の意向で異母姉妹にあたる内親王を妻としていた（安殿は朝原内親王と大宅内親王の2人、神野は高津内親王、大伴は高志内親王）。3人の皇子をあえて並び立たせ、将来複雑な皇位継承争いを引き起こしかねない措置をとった桓武の真意は不明である。歴史学者の西本昌弘は、可能性の1つとして、天武天皇の皇統が草壁皇子の直系だけに皇位継承を絞ろうとした結果、孝謙（称徳）天皇の代で断絶してしまったことを教訓にしたのではないか、としている。これに対して、同じく歴史学者の春名宏昭は桓武天皇自身が藤原種継暗殺事件を機に実弟である早良親王を廃太子にして死においやっているにも関わらず、自分の子供達に兄弟間の相続を認める措置を取るのは矛盾しているとしている。
まず、第1皇子である安殿が延暦4年（785年）に皇太子に立てられた。安殿は桓武の死去を受けて延暦25年（806年）に践祚し（平城天皇）、皇太子には同母弟の神野を立てた。平城は朝原と大宅の2人との間に子はなく、ほかの皇子たちはいずれも母の身分が低く、神野と大伴の隠然たる権威と存在感を無視することはできなかった。
長期間皇太子として過ごした平城には、それなりに自らの施政に対する抱負があった。新天皇が先帝死亡の翌年になるのを待って改元する先例に反して即位後ただちに大同と改元し、桓武がさかんに行った蝦夷征討の軍事行動や遷都にともなう土木工事のために弛緩した財政の引き締め、機能していない官司の整理、参議を廃止して太政官が地方政治を直接監督する観察使を置くなど積極的に政治改革に取り組んだ。

#### 迭立の過程
若いころから病弱だった平城はやがて体調を崩し、早くも大同4年（809年）には皇太弟神野（嵯峨天皇）に譲位することになった。嵯峨にはすでに高津との間に生まれた皇子業良親王がいたが、業良は先天的に心身に重篤な障碍を負っており、皇位継承は不可能とみなされていた。大伴にも高志との間に恒世親王が生まれていたが、平城は大伴父子の存在を無視してあえて自分の皇子高岳親王を皇太子に立てた。
前述の西本昌弘は、平城の本意は初めから自分の子である阿保親王もしくは高岳親王を自分の皇太子に立てることにあったが、神野擁立が桓武の遺命であった上に、桓武が崩御した当時に阿保（15歳）や高岳（8歳）がまだ幼すぎることを理由に廷臣達の同意を得られる見通しが得られなかったためにやむなくこれに同意したものの、自らの退位を機に巻き返しを図ったのではないかと推測している。『扶桑略記』には延暦25年11月に平城が神野の廃位を企てたと記し、『愚管抄』や『水鏡』にも同様の記述があることから、平城は桓武の崩御直後から遺命を覆す動きに出ていたと考えられている。これに対して、同じく前述の春名宏昭は桓武の遺命があるとすればそれは内親王を3人も入内させた平城の直系継承であると推定し、神野擁立はむしろ桓武子孫による皇位継承の安定を図った平城の構想であったと考えて、廃位の企ての存在を否定する。同時に嵯峨の即位当時、嵯峨に皇子がいなかった以上、自分を擁立した平城に皇統を返上をするのは不自然ではなく、この段階では平城・嵯峨の双方に大伴への皇位継承の構想はなかったとしている。
退位して太上天皇となった平城は、生まれ故郷である平城京に移り住み、体調がやや回復すると再度政務に意欲を示し、独自に天皇としての権限を行使しはじめた。もともと太上天皇は天皇と同格かつ同等の権限を有するものとされ、最初の太上天皇である持統太上天皇と文武天皇以来、太上天皇と天皇が共同で執政することは当然のこととされていた。しかし、これは太上天皇が天皇の直系尊属ないしそれに準じた立場を有する場合にこそ円滑に機能するものであり、同母兄弟である平城と嵯峨の間ではむしろ政治の混乱と両者の対立抗争の原因となった。翌弘仁元年（810年）、平城が平城京への遷都を嵯峨に命令すると、嵯峨は一気にクーデターに踏み切った。平城は予想外の事態に驚き、東国へ逃れて再起しようとしたが、嵯峨の派遣した軍隊に進路を遮られて挫折、すべての権力を放棄して出家した。高岳も皇太子の地位を追われ、同じく出家している（薬子の変）。
嵯峨が高岳に代えて皇太子に立てたのは大伴である。嵯峨に皇太子とすべき皇子がいなかったこともあったが、やはり大伴の権威と存在感を尊重したのである。平城との争いで大伴が嵯峨を支持した事情もあった。嵯峨は平城と対立し武力衝突にまで至った轍を踏まないよう、兄弟の融和に細心の注意を払い、大伴の立場を最大限尊重することに努めた。皇女正子内親王を大伴に嫁がせたこともそうであるが、その最大のものは、弘仁14年（823年）に大伴に譲位するに際して、もともと天皇が譲位とともに自動的にその地位につくものとされていた太上天皇の地位を辞退したことである。退位後は一皇族の地位に降り、後任の天皇となる大伴（淳和天皇）に全権力を委ねることを表明したのである。譲位を受けた淳和はもちろんこれを受け入れず、両者の間で押し問答があったが、結局、嵯峨がいったん太上天皇を辞退したうえで、あらためて淳和が嵯峨に太上天皇の称号と待遇を贈ることで決着した。このことで、太上天皇の地位は後任の天皇から与えられることに根拠を持つものに変質し、在位の天皇の優位性が確立して、二頭政治・二重権力の弊害は解消されることになった。
嵯峨と淳和の融和と互譲はその後も続けられ、ことあるごとに強調された。嵯峨は、太上天皇を辞退しただけではなく、譲位の宣命で恒世を皇太子に立てることを命じていたほどであるが、これも淳和・恒世の拒絶を受け、結局、嵯峨と皇后橘嘉智子との間に生まれた皇子正良親王が皇太子に立てられた。天長10年（833年）に淳和が皇太子正良（仁明天皇）に譲位すると、ここでも淳和の太上天皇辞退・皇后正子の皇太后辞退と新天皇仁明による拒絶が繰り返され、皇太子には淳和と正子との間に生まれた皇子恒貞親王が立てられた（高志・恒世はともにすでに早世していた）。淳和は、恒貞の立太子も辞退しているが、これも嵯峨・仁明により拒絶されて最終的には受け入れている。
しかし、このような嵯峨と淳和の関係は、あくまでも2人の個人的な信頼関係にとどまり、貴族たちの広く受け入れるところとはならなかった。むしろ、貴族たちが嵯峨派と淳和派に分裂する傾向さえ見られた。承和7年（840年）に淳和が死去し、承和9年（842年）に嵯峨が危篤に陥ると、この分裂はたちまち表面化した。まず、春宮坊帯刀舎人伴健岑と但馬権守橘逸勢の2人が、平城の皇子阿保親王のもとを訪れ、東国に赴いて叛乱を起こすことを勧めたとされる。阿保は、父の失脚のときに大宰権帥に左遷されて九州に移された苦い経験を持っていたので、このような話には乗らず、すぐに当時は太皇太后になっていた嘉智子に報告した。この間に嵯峨は死去している。嘉智子は中納言藤原良房を通じてこれを仁明に伝え、関係者の逮捕と処罰が開始された。健岑と逸勢は容疑を否認したが結局流罪とされ、淳和に近い立場にいた貴族たちが解任され、ついには恒貞も連坐して皇太子の地位を追われ、かつての高岳と同じように出家した。この事件を承和の変と呼ぶ。首謀者である健岑と逸勢の地位が、このような謀反を計画するにはあまりにも低く、また計画に関与したとしたとして処罰された人々も叛乱に荷担する動機が見当たらないことから、事件自体を恒貞を廃位に追い込むことを目的としたでっちあげとみなす説もある。その一方で、藤原良房の地位も太政官の中心を占める淳和周辺の高官の排除や廃太子を単独で計画するには余りにも低く、「藤原良房の陰謀」説はかつてのような通説の地位を失い、良房を含めた嵯峨派の全体の動きとして捉えられるようになっている。また、藤原南家出身ながら藤原冬嗣の没後に嵯峨派貴族の中心的な存在であった藤原三守が変の前年に死去したことで太政官の首脳は淳和派が多数になったこと、仁明の第1皇子である道康親王（後の文徳天皇）が元服を迎えたことにより嵯峨派の間で仁明の後継者として浮上してきたことが両派の貴族の間で緊張感を高め、淳和派が嵯峨と三守の死去をきっかけに譲位を求める動きに出て、残された嵯峨派がその動きの阻止に出ることは不自然ではないとする指摘もある（西本昌弘）。
いずれにせよ、次の皇太子には道康が立てられ、皇統は嵯峨の子孫に一本化されることになった。道康の母藤原順子の兄である良房の権力掌握のきっかけとなった事件でもある。
なお、文徳天皇の孫にあたる陽成天皇が元慶8年（884年）退位（事実上の廃位）した際の次期皇位継承者を巡る朝議において、高齢で出家をしている恒貞が皇位継承の候補者として挙げられているのは、両統迭立の考え方が承和の変から40年以上経ってもなお完全には否定されていなかったからだとも考えられている。名実共に嵯峨の子孫に皇統が一本化されるのは、恒貞が辞退した結果、仁明の第3皇子時康が光孝天皇として即位したときだとする考え方も可能である。

### 平安中期（冷泉流と円融流）

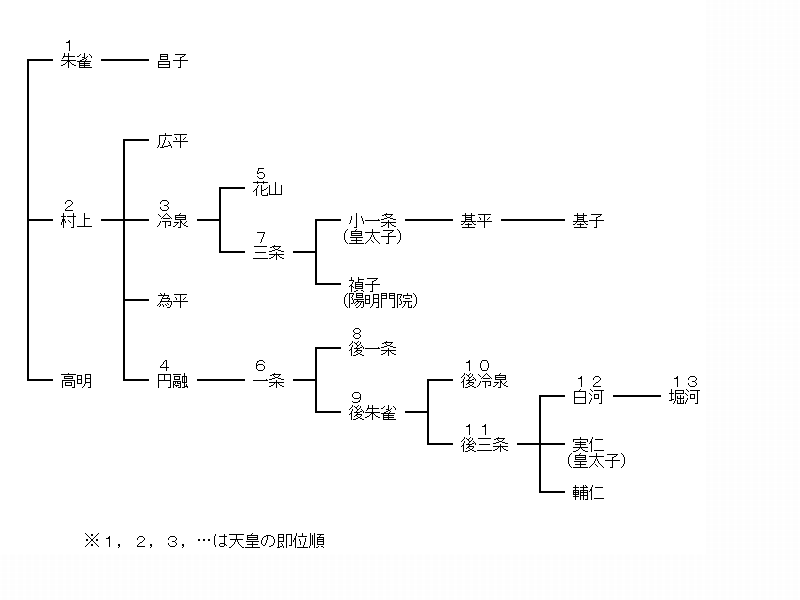
冷泉流・円融流両統関係系図

#### 迭立に至る経緯
天慶9年（946年）に即位した村上天皇は、天暦4年（950年）に第2皇子憲平親王（のちの冷泉天皇）が生まれるとすぐに皇太子に立てた。同年に生まれた第1皇子広平親王が中納言藤原元方の娘祐姫を母としていたのに対し、憲平は右大臣藤原師輔の娘安子を母としていた。村上は、次期天皇の外戚としてあえて師輔を選んだことになる。安子は皇太子の母であることにより天徳2年（958年）に皇后に立てられ、村上の寵愛も篤かった。憲平は、村上の先代朱雀天皇のひとり娘である昌子内親王と結婚し、その立場はさらに強化された。しかし、成長するにつれて憲平の精神はしだいに変調をきたし、狂気の兆候をあらわすようになっていった。また、安子も応和4年（964年）に急逝する。それでも、皇后の長男であり、先帝の女婿であり、有力な外戚に支えられた憲平を廃嫡する決断は村上には結局できなかった。村上は康保4年（967年）に死去し、18歳の憲平が践祚した（冷泉天皇）。
冷泉の狂気はすでに誰の目にもあきらかな状態に至っており、その在位は短期間であることが当初から予測されていた。冷泉には皇后となった昌子のほか、藤原伊尹（師輔の長男）の娘懐子ら複数の妻がいたがまだ皇子がなく、皇太子の人選が急がれた。このような場合にまず候補となるのは冷泉の同母弟である。候補者には、2歳年下の為平親王と9歳年下の守平親王の2人がいた。結局、康保4年（967年）に守平が皇太子に立てられた。為平が源高明の女婿であることから、藤原氏の貴族たちに忌避されたとするのが通説であるが、冷泉と年齢の近い為平を皇太子とした場合、冷泉の在位が短期間になりすぎることに配慮したものとする説（保立道久）もある。また、村上の意向は憲平（冷泉）の直系子孫への皇位継承であって、仮に冷泉の弟を皇太子を立てるとしてもその者は冷泉の皇子が成人するまでの「一代主」でなければならなかったとする説（沢田和久）もある。この説が説くところでは、冷泉と年齢の近くかつ既婚の為平を皇太子とした場合、為平の男子が冷泉の皇子の対抗馬になる可能性が高くなるために「一代主」には相応しくなく、仮に男子が生まれても年齢的に冷泉の皇子の対抗馬にはなりにくい若年の守平の方が「一代主」に相応しい、とする政治的判断があったとしている。なお、この説を唱えた沢田はこの判断は村上の遺命の形で行われ、藤原氏の貴族たちも知らなかったとみている。
安和元年（968年）、懐子が冷泉の第1皇子師貞親王を出産した。このことは、かえって冷泉の譲位を早めることになった。冷泉が譲位しても、引き続き冷泉の子孫が皇統を維持する見通しが立ったからである。

#### 迭立の過程
安和2年（969年）、冷泉は皇太子守平（のちの円融天皇）に譲位した。譲位の宣命では、師貞を皇太子に立てることがはっきりと命じられていた。円融は、のちの鎌倉時代の花園や後醍醐と同様の“中継ぎ”の天皇とされたのである。そのため、后が皇子を生んでも皇位を継ぐ見込みのないと思われた円融には藤原兼通（師輔の次男）の娘媓子のみが入内していた。
しかし、花園や後醍醐のケースと異なり、冷泉と円融のケースでは、父村上、母安子、外祖父師輔がいずれもすでに没しており、皇位継承をコントロールする親権者が存在しなかった。さらにこの時期、師輔の弟師尹、兄実頼が相次いで死去し、次代の外戚の地位をめぐって実頼・師輔・師尹の子どもたちの世代の貴族たちが相争う状況が生じていた。円融もこのような権力の空白状況のなかで、新皇統を確立する可能性のある候補者として注目される。天禄3年（972年）に師輔の長男であった摂政の藤原伊尹が急逝すると、師輔の次男である兼通と三男である兼家が後継を争った。その際、元服したばかりの円融は兼通が持ってきた亡き母・安子の書きつけに従って兼通を関白に任じた。栗山圭子は安子が亡くなる際に、伊尹や兼家が冷泉のみを庇護して他の皇子女を庇護しなかったことを憂慮して守平（後の円融）らを中宮権大夫であった兼通に託し、兼通もその遺命に従って円融らを庇護した結果、冷泉-伊尹・兼家と円融-兼通の皇統を巡る対立構図が生まれ、円融の事実上の唯一の外戚となった兼通が関白に任ぜられたとする。伊尹・兼家から「一代主」とみなされた円融と一族の中では冷遇されていた兼通は協力して独自の皇統を創始する意欲を持っていたとみられる。兼通は程なく没したものの、こうした動きをみた他の有力貴族も娘を円融に入内させる動きを見せ、藤原頼忠（実頼の長男）の娘遵子、藤原兼家の娘詮子ら、円融は皇后となり皇太子を産むにふさわしい身分の妻と有力な外戚の後ろ盾を得ることができた。円融も最初に皇后とした媓子の没後、皇子懐仁親王を産んだ詮子をさしおいて、皇子のいない遵子を皇后に立てるなど、貴族たちを手玉に取るような行動にも出ている。
この行動は、兼家・詮子父子の憤激を招き、詮子の内裏退出と兼家一家の政務ボイコットという事態に至った。円融と兼家は対立の末にひとつの妥協点を見出した。円融が譲位する代わりに、懐仁を皇太子に立てるというものである。円融は子息の皇位継承を確実なものにして“中継ぎ”の立場を脱することに成功し、兼家は外孫を皇太子にすることに成功した。両者にとって大きなメリットのある妥協であった。このときの譲位の宣命には、懐仁を皇太子に立てることと、頼忠を関白に留任させることが明記されている。
こうして永観2年（984年）、円融は皇太子師貞に譲位した。次の皇太子には懐仁が立てられた。即位した師貞（花山天皇）は、外祖父伊尹がすでに死去し、外戚関係にない頼忠が関白の地位にあることを踏まえ、伊尹の五男義懐と乳母子の藤原惟成を相談役として、関白に政務を委任することなく積極的に親政を行った。新立荘園の停止、貨幣流通の促進、物価の公定などの新政策が次々に打ち出された。さらに関白である以上は当然のこととして太政大臣を兼ねていた頼忠は、太政大臣は一上となることができない慣行のため、練達の左大臣源雅信が一上として太政官の実務を切りまわすことを阻止できず、その権威をさらに失墜させた。
しかし、花山は父の血を受け継いだのか、性格に異常なところがあった。それは特に女性関係に現れた。特定の女性に執着して異常に深く寵愛しながら、やがて飽きて別の女性に寵愛を移す、ということが繰り返された。寛和2年（986年）、当時花山の寵愛をほしいままにしていた女御藤原忯子（為光の娘）が病死した。忯子は妊娠中であったが、出産準備のため実家に戻ろうとしたのを花山が無理に引き止めたため体調を崩して死に至ったものである。花山の悲しみは尋常ではなく、出家遁世を考えるほどであった。花山の幼なじみであった藤原道兼（兼家の三男）の教唆もあって花山はついに出家を決意、夜陰に乗じて内裏を抜け出し、道兼に付き添われて山科の元慶寺（花山寺）に赴き剃髪した。出家により花山は自動的に退位したことになった。道兼の行動はもちろん父兼家と示し合わせてのものであり、花山が元慶寺へ向かう道筋は兼家が派遣した武士たちにより警備されており、道兼が花山とともに出家させられそうになったときは武士たちが実力で救出する手はずになっていた。兼家自身は天皇不在の内裏に深夜参入し、大急ぎで譲位の手続きを進めて翌朝には皇太子懐仁（一条天皇）を践祚させた。兼家は新天皇の外祖父として頼忠に代わって摂政となった。
まだ7歳の一条に当然皇子はなくかつ円融の唯一の皇子であったこと、花山にも皇子がいなかったことから、皇太子は冷泉の息子たち（花山の弟たち）から選ぶほかなく、兼家の娘超子が産んだ冷泉の第2皇子居貞親王が皇太子となり、ここに両統迭立の状況が出現した。居貞は一条より4歳年上であり「老東宮」などと揶揄された。兼家は天皇と皇太子の外祖父を一身に兼ね、絶大な権力を掌握した。円融も幼帝の父として一定の政治的影響力を獲得し“院政”的な状況を生み出した。
永祚2年（989年）に兼家が死去し、翌正暦2年（990年）に円融も死去して、円融即位直後の“親権者不在”の状況が再現した。違ったのは、一条の母詮子がなお健在だったことである。兼家の跡は長男道隆が継ぎ、娘定子を后位に空席がないにもかかわらず強引に皇后に立てるなど、一時は強力な権力を振るったが、長徳元年（995年）に病死、跡を継いだ道兼も道隆に1ヶ月ほど遅れて病死し、道隆の嫡男伊周と兼家の四男道長が跡目を争った。結局、詮子の支持を受けた道長が最終的な勝利を手にし、内覧の地位に就いた。道長はその後、伊周の起こした不祥事に乗じて伊周を大宰権帥に左遷し、娘彰子を一条の皇后としている。また、あえて関白に就任せず、内覧のまま左大臣にとどまることで関白の権限と一上の権限を一手に握り、権力を盤石のものとした。
政局がもっぱら一条を中心として展開してゆくなかで、皇太子居貞は孤立しており、皇統としての冷泉流の劣勢はあきらかだった。狂気の父冷泉はもちろん、政治に関心を失い、信仰にのめりこむ一方で、遊興と漁色にふけることも忘れない兄花山もまったく頼りにならなかった。居貞は藤原済時（師尹の長男）の娘娍子と道隆の娘原子を妻としていたが、済時と道隆は長徳元年に揃って死去してしまい、居貞は有力な外戚の後ろ盾を得ることもできなかった。しかも原子は長保4年（1002年）に子どもを遺さずに死去してしまった。また、一条がわずか11歳で入内した彰子が皇子を産むのを待ち続けた結果、居貞は皇太子のまま25年も即位を待たされることになった。
寛弘8年（1011年）、一条は死に臨んでようやく皇太子居貞（三条天皇）に譲位した。次の皇太子には、彰子が産んだ一条の第2皇子敦成親王が立てられた。この立太子も一条の譲位の宣命により命じられたものである。次代の天皇の外祖父の地位を確保した道長は三条の早期の譲位を望み、両者の折り合いは悪かった。一方で、道長は娘妍子を三条の皇后にしようとして、長年連れ添った娍子を尊重する三条とさらに軋轢を生じさせた。結局、定子と彰子の2人を同時に皇后としていた一条の先例にならい、娍子と妍子を揃って皇后とすることになったが、道長の強大な勢威と三条の権力基盤の弱さを反映して、まず妍子を立后させ、その後に娍子を立后させることになっただけでなく、妍子の立后の儀式には多くの貴族たちが積極的に協力したのに対し、娍子の立后の儀式には道長の妨害工作もあって貴族たちのサボタージュが続出し、三条やその側近たちを憤激させた。
やがて三条が眼病を患うと、道長ははっきりと三条に譲位を勧めるようになり、視力の低下で政務や日常生活にも支障をきたすようになった三条は、長和5年（1016年）には皇太子敦成（後一条天皇）に譲位せざるを得なくなった。三条の強い意向により、皇太子には娍子を母とする三条の第1皇子敦明親王が立てられた。三条は、譲位の宣命に敦明の立太子を命じる旨を明記して、道長の反対をあらかじめ封じ込めることを忘れなかった。
敦明は皇太子にはなったものの、やはり父同様に道長からの圧迫と政界での孤立に悩むことになった。寛仁元年（1017年）に三条が死去すると、敦明はついに皇太子の辞退を決意した。これは単なる逃避行動ではなく、政治的取引であった。敦明は、皇太子の地位と引き換えに、太上天皇に准じた待遇を得て、さらに道長の娘婿となることを交換条件として提示し、道長に承諾させたうえで皇太子を退いている。この約束は遵守され、敦明には上皇に准じて「小一条院」の院号と年官年爵などが与えられ、上皇同様に院庁も設置されている。また道長の娘寛子が小一条の女御となった。代わって皇太子に立てられたのは、後一条の同母弟（彰子の息子）であり、やはり道長の外孫である敦良親王（のちの後朱雀天皇）である。こうして、道長の権威と権力が朝廷を圧するなかで両統迭立は終焉し、皇統は円融の子孫に一本化された。

#### 後日談
冷泉流皇統から天皇が即位することはなくなったが、その血統は女系を通じて後年に影響を残した。三条と妍子の間に生まれた禎子内親王が皇太子敦良の妻となり、第2王子尊仁親王を産んでいる。尊仁は父後朱雀の死後、遺詔により異母兄の後冷泉天皇の皇太子に立てられ、後冷泉が皇子を遺さずに死亡すると、跡を継いで天皇（後三条天皇）となった。彼の追号「後三条」は、彼が外祖父三条の後継者であることを意味しており、生前自ら定めたものだという説もある（『栄花物語』）。また、後三条の妻のひとりに小一条院の息子源基平の娘基子がおり、第2皇子実仁親王と第3皇子輔仁親王を産んでいる。実仁は、異母兄白河天皇の即位にあたり皇太子に立てられたが即位の機会を得ずに早世した。同母弟として実仁の身代わりとみなされた輔仁は、皇太子にはなれなかったものの、長寿を保った祖母禎子（陽明門院）の庇護の下、白河とその子堀河天皇の皇位継承上のライバルとして一時は政界に勢力を有した。
なお、後一条→後朱雀、後冷泉→後三条と、その後も2度にわたって兄弟間の皇位継承が行われていることは、両統迭立による不安定な政局を再現する可能性を含むものであり不可解である。ただ、2度とも兄に皇子が生まれなかったことによってその可能性は結果的に回避されている。後朱雀の立太子は、小一条に代わる皇太子を即座に擁立する必要があったためと推測されるが、後三条の立太子は、そのような緊急性がなく、しかも当時の関白藤原頼通の反対を押し切ってのものであった。後三条の立太子を望んだ後朱雀の真意は不明である。

## 日本以外の国の両統迭立の例

### クウェート
クウェートは、サバーハ家が首長（アミール）の称号を名乗り統治している君主国である。現在の地に建国され初代サバーハが首長に選出されたのは1756年である。もとはオスマン帝国の宗主権の下にあったが、1899年、第7代首長ムバラクがイギリスの保護国となることでオスマン帝国の支配を脱した。ムバラクはサバーハ家中興の英主とされ「大アミール」と尊称される。その後1961年にはイギリスの保護下から離れ独立国となっている。
ムバラクのあと、長男ジャービルが第8代、次男サリームが第9代の首長となり、さらにジャービルの息子アハマドが第10代を継いだ。その後、ジャービルの子孫とサリームの子孫がほぼ交互に首長の位につくことが慣行となってきた。歴代の首長の出身家系は次のとおりである。
| 第10代         | アハマド       | ジャービル系 |
| 第11代         | アブドゥッラー | サリーム系   |
| 第12代         | サバーハ       | サリーム系   |
| 第13代         | ジャービル     | ジャービル系 |
| 第14代         | サアド         | サリーム系   |
| 第15代         | サバーハ       | ジャービル系 |
| 第16代（在位） | ナワーフ       | ジャービル系 |

2006年に首長ジャービルが長い闘病の末に死去、皇太子サアドがただちに首長位を継承したものの、サアドもすでに高齢かつ病身で、首長としての公務に耐えられる状態ではなかった。もともと近年クウェート政界ではサリーム系王族よりもジャービル系王族の方が優位に立ちつつあったが、サアドの即位にあたって、ジャービル系王族を中心に、執務不可能を理由にサアドに退位を求める声があがった。代わって首長に推されたのは、首相として、病身で執務できない首長ジャービルと皇太子サアドに代わって国政の実権を握っていたジャービル系王族のサバーハであった。クウェートでは、首相であることは次期皇太子の最有力候補であることを意味する。サリーム系王族は当然これに抵抗し、両派のあいだで妥協の道も探られたが、結局決裂に終わり、ジャービル系が掌握する政府は、首長解任権を持つ議会に首長サアドを解任する議案を提出した。議会は満場一致で首長解任を決議し、新首長にサバーハを指名した。サアドは廃位される不名誉を避けようと、自発的に退位する旨の文書を議会に届けたが、採決に間に合わなかった。サアドの首長在位はわずか10日間であった。
首長となったサバーハは、異母弟ナワーフを皇太子に、甥ナーセルを首相に任命し、要職をジャービル系で独占した。その後、クウェートの首長位はジャービル系が独占し、サリーム系は凋落の道をたどると予測されてきた。
しかし、2011年にはジャービル系でもサリーム系でもない王族ジャービル・アル＝ムバーラク・アル＝ハマド・アッ＝サバーハが首相に就任した。
2020年にサバーハが死去してナワーフが首長位を継承し、異母弟であるミシュアルが皇太子に任命された。

### 神聖ローマ帝国

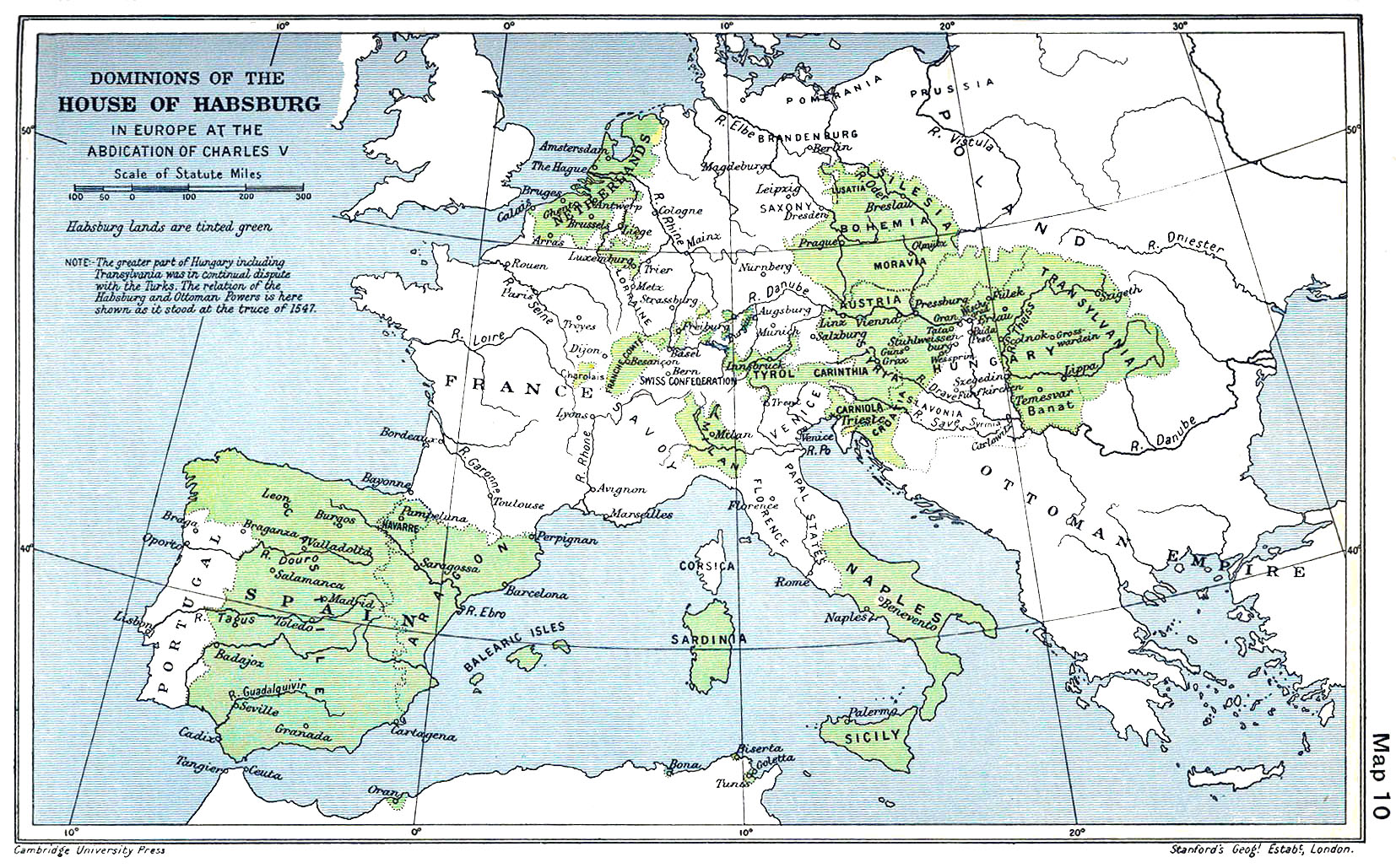
ハプスブルク家のヨーロッパにおける領土（1547年）

ハプスブルク家がオーストリア系とスペイン系に分かれる前に、両系統が交互に帝位に即くことが取り決められたが、実現することはなかった。
神聖ローマ皇帝カール5世は、もともとオーストリアとスペインなどからなるハプスブルク家の全領土が一括相続されることを望んでいたが、弟フェルディナントがハンガリーとボヘミアの王家であるヤギェウォ家のアンナ王女の結婚相手になったため、ヤギェウォ家に釣り合うだけの力を持たせるために、オーストリアの統治をフェルディナントに委ねた。
また広大な領土を効果的に統治する目的もあって、ハプスブルク家はオーストリア系とスペイン系に分かれることになった。しかしフェルディナントは「自分が皇帝になれば甥フィリップをローマ王に推挙する」と述べ、カール5世もこれに同意したという。